# Efeito Matteucci
Efeito Matteucci é um dos efeitos magnetomecânicos, que é termodinamicamente inversa a Efeito Wiedemann. Este efeito foi descrito por Carlo Matteucci em 1858. É observável em fios amorfo com estrutura de domínio helicoidal, que pode ser obtido por torção do fio ou recozimento sob torção. O efeito é mais distinto nas chamadas "ligas anãs" (chamadas assim por causa da histórica etimologia do elemento cobalto), com cobalto como principal substituinte.